# Џек Трамел
Џек Трамел ( /т р ә ˈ м ɛ л /  ; право име Идек Тжмијел ; 13. децембар 1928 – 8. април 2012) био је амерички предузетник и преживели холокауста, најпознатији по оснивању компаније Commodore International.  Commodore PET, VIC-20 и Commodore 64 су неки кућни рачунари произведени док је он водио компанију. Трамел је касније основао Атари Цорпоратион након што је купио остатке оригиналног Атари, Инц. од његове матичне компаније.

## Младост
Трамиел је рођен као Идек Тржмијел   (у неким изворима се наводи и Јуда Тржмијел, Јацек Тржмијел или Идек Трамијелски) у јеврејској породици, син Абрама Јозефа Тржмијела и Рифке Бентковске. 
После немачке инвазије на Пољску 1939. године, немачки окупатор је његову породицу пребацио у јеврејски гето у Лођу, где је радио у фабрици конфекције. Када су гета ликвидирана, његова породица је послата у концентрациони логор Аушвиц. Прегледао га је Јозеф Менгеле и одабрао га за радничку групу, након чега су он и његов отац послати у радни логор Ахлем код Хановера , док је његова мајка остала у Аушвицу. Као и многи други затвореници, пријављено је да је његов отац умро од тифуса у радном логору; међутим, Трамел је веровао да је убијен инјекцијом бензина. Трамела је из радног логора у априлу 1945. спасила 84. пешадијска дивизија америчке војске.
Трамел је емигрирао у Сједињене Државе 10. новембра 1947.  Убрзо је ступио у америчку војску, где је научио да поправља канцеларијску опрему, укључујући писаће машине. 

## Commodore

### Писаће машине и калкулатори
Године 1953., док је радио као таксиста, Трамел је купио радњу у Бронксу за поправку канцеларијских машина , обезбеђујући зајам од 25.000 долара за посао од америчке војске.  Назвао га је Commodore Portable Typewriter. Трамел је желео име у војном стилу за своју компанију, али имена као што су адмирал и генерал су већ била заузета, па се одлучио на име Commodore. 
Године 1956. Трамиел је потписао уговор са чехословачким произвођачем писаћих машина Збројовка Брно НП о склапању и продаји њихових писаћих машина у Северној Америци. Међутим, пошто је Чехословачка била део Варшавског пакта, они нису могли да се увезу директно у САД, па је Трамел користио делове Збројовкиних консул писаћих машина и поставио Commodore Business Machines у Торонту, Канада.  Након што је Збројовка почела да развија сопствене машине, Commodore је 1962. године потписао уговор са Rheinmetall-Borsig AGи почео да продаје преносиве писаће машине направљене од делова њихових старијих писаћих машина.  Године 1962. Commodore је изашао на берзу, али је долазак јапанских писаћих машина на америчко тржиште учинио неисплативом продају чехословачких писаћих машина. Борећи се за готовину, компанија је продала 17% својих акција канадском бизнисмену Ирвингу Гулду, узевши 400.000 долара  и искористивши новац да поново покрене компанију у послу са машинама за сабирање,  који је неко време био профитабилан. пре него што су Јапанци ушли и на то тржише. Пошто је два пута био угрожен од Јапанаца, Гулд је предложио да Трамел отпутује у Јапан да сазна зашто су успели да надмаше Северноамериканце на њиховим локалним тржиштима. Током овог путовања Трамел је видео прве дигиталне калкулаторе и одлучио да је машина за механичко сабирање ћорсокак. 
Када је Цоммодоре објавио своје прве калкулаторе, комбинујући ЛЕД екран компаније Bowmar и интегрисано коло компаније Texas Instruments, нашао је спремно тржиште. Међутим, након што је полако схватио величину тржишта, Texas Instruments је одлучио да уклони Commodore из улоге посредника и понудио сопствене калкулаторе по цени нижој од њих. Гулд је још једном спасао компанију, убризгавши још 3 милиона долара, што је омогућило да Commodore да купи MOS Technology, Inc. пројектнанта интегрисаних кола и произвођача полупроводничких чипова, компанију која је такође снабдевала Commodore интегрисаним колима за калкулаторе.  Када је њихов главни пројектант, Чак Педл, рекао Трамелу да су калкулатори ћорсокак и да су рачунари будућност, Трамел му је рекао да направи један како би доказао поенту.

### Кућни рачунари
Педл је одговорио са рачунаром Commodore PET, заснованим на процесору MOS Technology 6502  његове компаније. Први пут је приватно приказан на сајму потрошачке електронике у Чикагу 1977. године, а убрзо је компанија примала 50 позива дневно од трговаца који су желели да продају рачунар.  PET је постао успешан—нарочито у области образовања, где је његов дизајн „све у једном“ био велика предност. Велики део њиховог успеха са рачунаром PET произашао је из пословне одлуке да продају директно великим купцима, уместо да им продају преко мреже трговаца. Први PET рачунари су се продавали првенствено у Европи, где је Commodore такође представио први талас дигиталних ручних калкулатора. 
Како су цене падале и тржиште сазревало, монохроматски PET (зелени текст на црном екрану) је био у неповољном положају на тржишту у поређењу са машинама као што су Apple II и Atari 800, које су нудиле графику у боји и могле се прикључити на телевизор који је био јефтин дисплеј. Commodore је одговорио са рачунарима VIC-20, а затим и са рачунаром Commodore 64, који је постао најпродаванији кућни рачунар свих времена.  VIC-20 је био први рачунар који је продао милион примерака. Commodore 64 је продао неколико милиона јединица. У то време Трамел је сковао фразу: „Морамо да направимо рачунаре за масе, а не за разреде“.  Један извршни директор компаније Texas Instruments је навео да је Трамел био одговоран за прекид производње укидање кућног рачунара TI-99/4A 1983. године, након што је компанија изгубила стотине милиона долара". 

### Одлазак
Гулд је контролисао компанију од 1966. Он и Трамел су се често свађали, али Гулд је обично пуштао Трамела да сам води Commodore. Многи су Трамела сматрали микроменаџером који није веровао у буџете; желео је да одобри сваки трошак већи од 1.000 долара, што је значило да су операције престале када је Трамел одлазио на одмор.  Његов стил управљања отежавао је компанији да запосли и задржи руководиоце,  али је био ефикасан. Адам Озборн је 1981. написао: 
The microcomputer industry abounds with horror stories describing the way Commodore treats its dealers and its customers. However, Jack Tramiel has built a large and profitable organization by offering a capable product. Tramiel definitely plays hardball, but he deserves credit for what he has been able to accomplish.
Трамел је 13. јануара 1984. љутито напустио састанак управног одбора компаније на челу са председником Гулдом и више се није вратио у компанију. Шта се догодило на састанку одбора остаје нејасно,  али је одлазак изненадио рачунарску индустрију због великог успеха компаније против конкурената. Штампа је као узрок навела лош однос између Трамела и Гулда.   Нил Харис, уредник часописа Commodore, подсетио је:
Well, came that fateful Consumer Electronics Show in January of '84 – a very strange press conference. Jack Tramiel got on stage in front of a whole ballroom full of press people to make the announcement that in the calendar year of 1983, Commodore had sold more than a billion dollars worth of products. Just phenomenal. In three years the company had grown from under $100 million to over a billion dollar corporation. Just unbelievable growth. A success story. But Jack was on stage and he didn't look like a happy man, and Jack was not someone to hide his emotions generally – it just seemed strange for some of us in the back of the room. Three days after the show, Jack announced that he was resigning from the company. Apparently there had been some falling out between him and the chairman of the board, Irving Gould, and from that day on the company was not the same place.
Трамл је рекао да је дао оставку у компанији јер се није слагао са Гулдом „о основним принципима, како водити компанију. И осетио сам да ако не могу да уђем у своју канцеларију насмејан и срећан, боље да дам отказ."  Њихово неслагање је било толико горко да је, након његовог одласка, часопису Commodore забрањено да цитира Трамела или помиње његово име. Ahoi! је написао да иако је Трамелова „опседнутост контролом трошкова сваке фазе производног процеса“ довела до рекордних профита током ценовног рата за кућне рачунаре, његова „нефлексибилна владавина једног човека“ резултирала је лошим односима са трговцима и „сталним променама највиших руководиоца" у компанији. Часопис је закључио да "постаје све јасније да је компанија превелика да би један човек, колико год талентован, могао да води". 
Током сесије питања и одговора на конференцији CommVEx v11 (18. јула 2015.), Џеков син, Леонард Трамел, изјавио је да сада када су и Ирвинг Гулд и његов отац Џек умрли, коначно може да открије публици шта се заиста догодило између Џека и Ирвинга Гулда што је довело до тога да је Трамел напустио Commodore:  13. јануара 1984. током састанка са Ирвингом, Џек је рекао Ирвингу да је погрешно третирање имовине компаније као своје властите и њихово коришћење за личну употребу. Рекао је Ирвингу: „Не можеш то да урадиш док сам ја још председник“, на шта је Ирвинг одговорио „Збогом“. Три дана након сајма Consumer Electronisc Show, Џек је јавности објавио да даје оставку у компанији. 
Потврђујући овај опис догађаја, Дејвид Плесанс (на крају генерални директор подружнице Commodore UK) такође наводи да му је Гулд рекао да је до свађе дошло због Трамеловог инсистирања да се његова три сина придруже управном одбору. 
У интервјуу за часопис Fortune 13. априла 1998. године, Трамел је рекао „Посао је рат, ја не верујем у компромисе, верујем у победу“. 

## Atari
Након кратког предаха од рачунарске индустрије, Трамел је основао нову компанију под називом ramel Technology, Ltd.., како би пројектовао и продавао кућни рачунар следеће генерације.  Компанија је названа „Tramel“ како би се осигурало да ће се правилно изговарати (тј. „тра – мел“ уместо „тра – мил“). 
У јулу 1984. Tramel Technology, Ltd. је купио потрошачки одсек компаније Atari Inc. од компаније Warner Communications.  Atari Inc је запала у тешка времена због краха видео игара 1983.  Tramel Technology, Ltd. је затим преименован уAtari Corporation и наставио са производњом 16-битне рачунарске линије Atari SТ засноване на Моторолином процесору MC68000, директно се надмећући са рачунаром Macintosh компаније Apple, који је такође користио исти процесор Под Трамеловим руководством, Atari ST је постигао значајан успех у Европи и глобално на професионалном музичком тржишту. 
Упркос успешној испоруци рачунара Atari ST, Трамелова лоша лична репутација је нанела штету компанији Atari. Један продавац је 1985. је о ST рекао да је због свог претходног искуства са Трамелом „наше интересовање за Atari је нула.  Извршни директор софтверске компаније рекао је да је „делање са Commodore-ом било је као делање са Атилом Хуном. Не знам да ли ће Трамл следити своје старе навике... Не видим много људи који журе да набаве софтвер на машини.“  (Један бивши запослени у Commodore-у је рекао да Трамелу „софтвер није био опипљив — ниси могао да га држиш, осетиш или додирнеш — тако да није вредан трошења новца“.  ) Стив Арнолд из компаније LucasArts је након сусрета са Трамелом рекао да га је подсетио на Џабу Хата, док је у Atari-ју често био поређен са Дартом Вејдером.  Један други извршни директор је био позитивнији, рекавши: „Џек Трамел је победник. Не бих се кладио против њега.“  Стјуарт Алсоп II је 1988. године назвао је Трамела и Алана Шугара „двојицом водећих светских предузетника који су схватали посао као рат“. 
Крајем 1980-их, Трамл је одлучио да се удаљи од вођења свакодневних операција у Atari-ју, именујући свог сина Сема за председника и извршног директора. Сем је доживео срчани удар 1995. године, а његов отац се вратио да надгледа операције. Трамел је 1996. године продао Atari произвођачу диск јединица Jugi Tandon Storage у уговору о обрнутом спајању. Новоспојена компанија добила је име JTS Corporation, а Трамиел се придружио одбору компаније.
Мицхаел Томцзик се присетио да када је Трамиел затражио од немачке владе финансијске подстицаје за Цоммодоре да преузме фабрику, 
The Germans said, "Why should we give you concessions?" to which Jack replied, "You owe it to me – I’m an Auschwitz survivor" – then he added – “Besides, it will be great PR for you." They accepted his logic and gave us the plant which was in Braunschweig, West Germany.

I asked Jack if he held resentment toward the Germans to which he replied, "The German people didn’t kill the Jews. The rules killed the Jews. Germans always follow the rules and if the rules are made by madmen, they still follow the rules." Another time I asked him how he dealt with the memories of Auschwitz and he immediately replied, "I live in the future."
Трамeл је био суоснивач Меморијалног музеја Холокауста Сједињених Држава, који је отворен 1993. Био је међу многим другим преживелима из радног логора Ахлем који су ушли у траг ветерану америчке војске Вернону Тоту, који је био међу 84. дивизијом која је спасла преживеле из логора и која је снимила и сачувала фотографије најмање 16 преживелих. Тота, који је умро од рака 2003. године, Трамијел је лично обележио натписом на једном од зидова Музеја холокауста који је рекао „Вернону В. Тоту, мом ослободиоцу и хероју“. 
Трамиел се пензионисао 1996. и преселио се у Монте Серено у Калифорнији.  Преминуо је од затајења срца 8. априла 2012. године у 83. години 